# Chile Digno
Chile Digno (también llamada Chile Digno, Verde y Soberano, ChD) fue una coalición política chilena, conformada por el Partido Comunista (PC), la Federación Regionalista Verde Social (FREVS) y Acción Humanista (AH), además de otros movimientos políticos y sociales como Izquierda Libertaria, Izquierda Cristiana, entre otros. 
Fue creada el 11 de mayo de 2019 bajo el nombre de Unidad para el Cambio, nombre que llevó hasta noviembre de 2020. El Partido Progresista fue un sector fundador del espacio pero abandonó la coalición en septiembre de 2020. Entre 2021 y 2023, junto al Frente Amplio formaron Apruebo Dignidad, coalición oficialista del gobierno del presidente Gabriel Boric.

## Historia

### Antecedentes
La primera acción unitaria de los partidos fundadores de la coalición se dio de cara a la segunda vuelta presidencial de 2017, cuando la Federación Regionalista Verde Social (FREVS) y los dos partidos miembros de Por Todo Chile, antecesores del PRO, le dan su respaldo al candidato de La Fuerza de Mayoría, conformada por el PC, Alejandro Guillier, quien no resultó elegido.
En los meses siguientes a la derrota electoral se produce la disolución de la Nueva Mayoría, el 11 de marzo de 2018, generando un proceso de rearticulación de las fuerzas opositoras al gobierno de Chile Vamos  en el parlamento, donde se realizaron distintas conversaciones entre los partidos, desde el Partido Demócrata Cristiano (PDC) hasta el Frente Amplio (FA), dado que el conjunto de la oposición parlamentaria, tras las elecciones parlamentarias, obtuvieron mayoría en ambas cámaras. Las primeras conversaciones entre los partidos opositores oscilaron sobre las composición de la presidencias de ambas cámaras y de las comisiones parlamentarias.
Por otro lado, los partidos integrantes de Por Todo Chile, País y el Partido Progresista (PRO), iniciaron un proceso de fusión debido a que ninguna de las dos colectividades alcanzó los mínimos para su existencia legal como partido, de aquella fusión surge el partido Partido Progresista (PRO).
De forma paralela, se dan los primeros acercamientos de los partidos que conformaron la extinta Nueva Mayoría, cuando el 26 de marzo los presidentes del PC, del Partido Socialista (PS), del Partido por la Democracia (PPD) y del Partido Radical (PR) se reunieron por primera vez para coordinar en bloque su postura opositora al segundo gobierno de Sebastián Piñera. A dicha cita no asistieron representantes del PDC, y posteriormente dicha colectividad oficializó el 3 de abril que no seguiría asistiendo a las reuniones de coordinación con el resto de partidos, poniendo fin a su participación en la coalición.

### Creación de Unidad para el Cambio y plebiscito de 2020

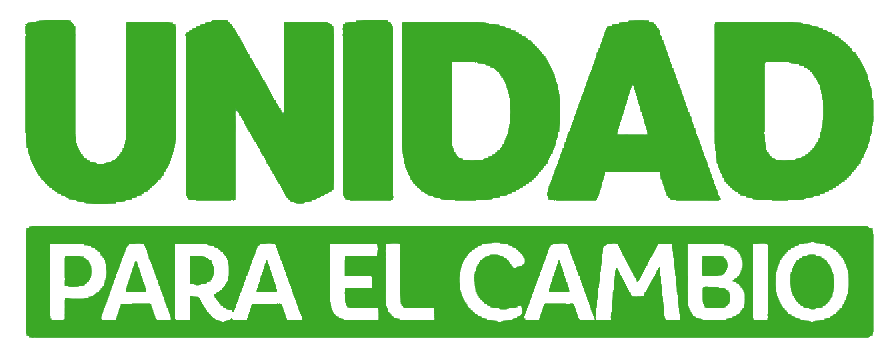
Logo de Unidad para el Cambio

Unidad para el Cambio fue creada el 11 de mayo de 2019, durante el Primer Encuentro Político Programático realizado en el ex Congreso Nacional en Santiago, realizándose su Primer Encuentro Regional en Antofagasta el 17 de mayo de 2019. La coalición fue presentada oficialmente mediante un acto en Concepción el 8 de junio de 2019. En dicha ocasión presentaron como primera meta presentar una lista única de candidatos a concejales en las elecciones municipales de 2021, además de buscar agrupar a todas las fuerzas de oposición al gobierno de Sebastián Piñera, con excepción del PDC. El 31 de mayo de 2020 conmemoró un año de su creación con un evento virtual.
Los partidos de la coalición no formaron parte del Acuerdo por la Paz Social y la Nueva Constitución de noviembre de 2019, que dio origen al plebiscito nacional de 2020. Pese a ello, en enero de 2020, los tres partidos de la coalición conformaron el comando Apruebo Chile Digno para apoyar las opciones «Apruebo» y «Convención Constitucional» para la campaña del plebiscito, el cual también integraron el Partido Igualdad y otras organizaciones como la Izquierda Cristiana y Acción Humanista. El comando cedió la totalidad de su tiempo asignado en la franja electoral a organizaciones sociales, que crearon la campaña «Aprobemos Dignidad» dirigida por el cineasta Hernán Caffiero.
El 30 de septiembre de 2020, el PRO se retiró del pacto al integrarse a Unidad Constituyente junto con Convergencia Progresista, Ciudadanos y el PDC para las elecciones de gobernadores regionales y convencionales constituyentes de 2021.

### Chile Digno y elecciones de abril de 2021
El 19 de noviembre de 2020, los partidos de Unidad para el Cambio anunciaron candidaturas para las elecciones de gobernadores regionales e hicieron un llamado a concordar primarias convencionales abiertas de toda la oposición para el día 13 de diciembre.
El 22 de noviembre se relanzó la coalición como Chile Digno, Verde y Soberano, anunciando distintas candidaturas para las elecciones de convencionales constituyentes. El 26 de noviembre se anunció un preacuerdo entre el Frente Amplio (FA) y Chile Digno para realizar primarias convencionales en algunas regiones para las elecciones de gobernadores regionales; en las regiones de Valparaíso y Ñuble, Chile Digno se omitirá en favor del candidato del FA, mientras que esta última coalición hará lo mismo en Biobío y la Araucanía, en donde Chile Digno presentará su candidato. El pacto electoral entre Chile Digno y el Frente Amplio se formalizó el 11 de enero de 2021, cuando se inscribió la lista «Apruebo Dignidad» para las elecciones de convencionales constituyentes ante el Servel, que también está integrada por el Partido Igualdad, la Mesa de Unidad Social e independientes.
El 19 de junio de 2021, la Federación Regionalista Verde Social decidió congelar su participación en la coalición y también restó su apoyo al candidato presidencial del Partido Comunista, Daniel Jadue, tras no poder establecer acuerdos de alianzas para las elecciones parlamentarias de 2021 y no ser invitado a participar en la redacción del programa presidencial comunista. Finalmente, el candidato del PC, y representante de Chile Digno Daniel Jadue perdió la primaria presidencial de Apruebo Dignidad contra el candidato frenteamplista de Convergencia Social, Gabriel Boric. Ante esto los distintos movimientos y partidos de Chile Digno anunciaron el apoyo a su candidatura en primera vuelta, a excepción del Partido Igualdad y Movimiento Victoria Popular.
Para las elecciones de consejeros regionales, Chile Digno concurrió en 2 listas: «Regionalistas Verdes e Independientes», conformado por la Federación Regionalista Verde Social, y «Por un Chile Digno», compuesta por los partidos Comunista e Igualdad.
Durante el desarrollo de la Convención Constitucional, los convencionales de la coalición formaron la bancada ""Apruebo Dignidad - Chile Digno"", la cual se mantuvo hasta el fin de la misma, el 4 de julio de 2022. Posteriormente, los partidos de la coalición comenzaron a trabajar en conjunto con Apruebo Dignidad para la campaña del plebiscito constitucional, lo que produjo un congelamiento de la coordinación entre los partidos de Chile Digno.

## Integrantes
- Partido Comunista de Chile (PCCh)
- Federación Regionalista Verde Social (FREVS)
- Acción Humanista (AH)
- Izquierda Cristiana (IC)
- Izquierda Libertaria (IL)
- Movimiento Somos (Somos)
- Movimiento Socialista Allendista (MSA)
- Movimiento Victoria Popular (MVP)